# 产业工会主义
产业工会主义是一种工会组织方法。通过该方法，来自同一产业的所有工人无论技能或行业如何，都纳入同一个工会中，从而使一个行业或所有行业的工人在谈判和罢工局势中获得更多的筹码。美国社会主义活动家丹尼尔·德莱昂认为，军事化的产业工会将成为阶级斗争的工具。
产业工会主义与行业工会主义不同，后者是按照工人的具体行业来组织工会。